# Фёдоров, Андрей Павлович
Андрей Павлович Фёдоров (1888—1937) — деятель советских спецслужб, майор государственной безопасности.

## Биография
Родился в русской крестьянской семье, окончил 2-классное сельское училище, в 1899 поступил в городскую гимназию Мариуполя. С 1905 состоял в ПСР, в том же году за участие в забастовочном движении учащихся был исключён из гимназии. В 1909 сдал экстерном экзамены в гимназии, после чего до 1910 учился на медицинском факультете Новороссийского университета. За участие в революционной деятельности партии эсеров был исключён из университета и выслан из Одессы. В 1910 году поступил на юридический факультет Харьковского университета, откуда в 1912 за участие в протесте против расстрела рабочих на Ленских золотых приисках был исключён, арестован и выслан за пределы губернии. Проживал на Кавказе, вернулся и в 1914 сдал экзамены в Харьковском университете экстерном. В августе 1915 призван на военную службу, через год окончил Александровское военное училище и был направлен прапорщиком в Сибирский 5-й стрелковый полк, расквартированный в Туркестане. Вёл революционную работу среди солдат, избирался членом полкового солдатского комитета, в 1917 принимал активное участие в революционных событиях.
С появлением в Туркестане белогвардейской армии арестован, но вскоре ввиду тяжёлого заболевания освобождён из-под стражи, выехал на лечение в Ессентуки, где принимал участие в работе подпольной коммунистической группы. В конце августа 1919 деникинская контрразведка напала на след подпольщиков, и был вновь арестован, приговорён военным судом к расстрелу за коммунистическую пропаганду, однако в конце декабря того же года по «манифесту Деникина» был помилован и направлен на «перевоспитание» в караульную роту во Владикавказ. В январе 1920 дезертировал в Тифлис, где поступил на работу секретным сотрудником особого отдела 10-й армии, вступил в ряды РКП(б). С 1920 по 1922 работал на Кавказе в качестве уполномоченного, а затем начальника отделения особого отдела Батумского укреплённого района. В 1922 откомандирован в Тифлис, а затем в Кутаиси на должность начальника отделения Закавказской ЧК.
В 1922 переведён в центральный аппарат ОГПУ, где вначале работал секретным сотрудником по загранице, а затем начальником отделения контрразведывательного отдела, участвовал в операциях «Трест» и «Синдикат-2».
Тов. Фёдоров провёл главную роль в разработке дела Савинкова. На этой работе проявил небывалую выдержку и инициативу. Посылался по нашим заданиям нелегально через Польшу в Париж к Б. Савинкову. Неоднократно подвергался риску, проявляя в опасные моменты смелость, находчивость и стойкость.Р. А. Пилляр
С 1933 до 26 июня 1937 являлся начальником 7-го отдела УГБ УНКВД по Ленинградской области, затем уволен из органов государственной безопасности по болезни. Арестован 3 августа 1937, приговорён в «особом порядке» к ВМН, расстрелян 20 сентября 1937. Посмертно реабилитирован 14 апреля 1956, родственники получали персональную пенсию союзного значения с 1 мая 1957.

## Звания
- рядовой — 1915;
- прапорщик — 1916;
- майор государственной безопасности — 25 декабря 1935.

## Награды
- орден Красного Знамени — 5 сентября 1924;[3]
- почётный сотрудник госбезопасности (V).